# Баян-Кол (Кызылский кожуун)
Баян-Кол (тув. Баян-Кол) — село в Кызылском кожууне Республики Тыва. Административный центр Баян-Кольского сумона.
Среди уроженцев: Бай-Кара Шожульбеевна Долчанмаа (1916—2002), председатель Президиума Верховного Совета Тувинской АССР.

## История
Село входило в состав Урянхайского края.

## География
Село находится в горной местности, у впадении р. Баян-Кол в Енисей, в ближайшей границе с соседними районами: Улуг-Хемский и Чеди-Хольский.
Уличная сеть
Кара-Булун пер., Южный пер., тер. Арбан Оттук-Даш (ул Рабочая), тер. Оттук-Даш (ул Эрик), ул. Базыр Тулуш, ул. Байкара Ховенмей, ул. Набережная, ул. Новая, ул. Нурсат Тулуш, ул. Сенчен-оол, ул. Усть-Баянкольская, ул. Ховалыг Бичен, ул. Центральная.
Географическое положение
Расстояние до:
районного центра Каа-Хем: 71 км.
центра республики Кызыл: 63 км.
Ближайшие населенные пункты
Ийи-Тал 14 км, Как 26 км, Хайыракан 29 км

## Население
| 2002 | 2010  |
| ---- | ----- |
| 1257 | ↘1122 |

## Известные жители
Бай-Кара Шожульбеевна Долчанмаа (15 марта 1916, Баян-Кол, Урянхайский край — 24 ноября 2002) — советский государственный и политический деятель, председатель Президиума Верховного Совета Тувинской АССР.
Байкара (Бай-Кара) Дамчаевич Ховенмей (20 января 1915 — 5 октября 1972) — прозаик, поэт, публицист, литературовед, переводчик, художник, заслуженный работник культуры Тувинской АССР (1965). Член Союза писателей ТНР, Союза писателей СССР, Союза журналистов СССР.

## Инфраструктура
отделение почтовой связи села Баян-Кол
Администрация села Баян-Кол
Администрация Баян-Кольского сумона
Сотовая связь
Действуют 3 оператора сотовой связи — Билайн, МТС и Мегафон.

## Транспорт
Автодорога местного значения Кызыл — Баян-Кол.